# 2012년 6월 그리스 총선거
2012년 6월 그리스 의회 선거는 2012년 6월 17일 실시됐다. 이번 선거는 2012년 5월 6일 실시된 선거 결과 정부구성에 필요한 과반수 확보에 모든 정당이 실패하면서 실시되는 조기 선거이다.

## 선거 이전
그리스의 재정 위기로 인해 일찍 실시된 2012년 5월 의회 선거에서 그리스 정치 환경이 급격하게 변화했다. 긴축 정책과 경기 후퇴의 고통과 불안으로 유권자들은 루카스 파파디모스 정부의 연정에 참여하고 있는 양대 정당, 즉 신민주주의당과 사회당에 대한 지지를 철회하기 시작했다. 양대 정당은 두 정당의 의석을 합해도 정부 구성에 필요한 과반수 의석확보에도 실패했다. 급진좌파연합(시리자)은 놀랍게도 제2당이 되었다. 극우 정당인 황금새벽당과 독립 그리스인, 민주좌파당도 처음으로 원내 진출에 성공했다. 그외에 그리스 공산당도 의석을 늘렸다.
선거결과 의석 분포로 인해 어느 정당도 정부를 구성할 다수파를 이루지 못했다. 대통령에게 정부구성 주도권을 위임받은 3대 정당 모두 구성을 포기하고 정부 구성 주도권을 반납했다. 대통령 카롤로스 파풀리아스가 끝까지 연정 구성을 위해 노력했으나, 급진좌파연합이 기존의 긴축 정책 기조를 유지하려는 연정에 참여를 거부함에 따라 정부 구성을 위한 노력이 수포로 돌아갔다. 그 결과 5월 선거후 6주만 인 6월에 17일에 재선거를 실시하게 되었다.

## 선거 제도
300명의 의원을 선출한다.
그리스의 선거 제도는 비례대표선거제에 가깝다. 300석중 288석은 56개 지역구에서 선출하며, 선거구별 선출 의원수는 인구 수에 따라 달라진다. 인구가 가장 많은 아테네 B 선거구는 42명을 선출하고, 8개의 작은 선거구에서는 1명의 의원만 선출한다. 다수 의원을 선출하는 선거구에서는 정당명부에 의해 의원선출 이루어진다. 지지하는 정당의 명부중에서 선호하는 후보를 선출하는 방식이다. 1인 선출 선거구에서는 소선거구제와 같은 방식으로 다수득표자가 당선자가 된다. 나머지 12석은 정당비례를 보정하기 위해 배정된다.
정당은 봉쇄 조항에 따라 3%이상 득표해야 원내진출이 가능하다. 득표율 1위를 기록한 정당 50석이 우선배정된다. 정당이 아닌 선거연합이 과반수이상을 득표한 경우에는 이 조항이 적용되지 않는다. 50석을 제외한 의석은 봉쇄조항 3%를 넘을 정당에 비례에 따라 배정된다. 제1당에 유리하게 해서 연정구성에 필요한 과반의석 확보를 용이하게 하기 위한 조항이다.
만 19세 이상은 투표권이 있으며, 유권자 총수는 약 985만명 가량된다. 그리스는 의무 투표제를 채택하고 있지만, 위반시 특별한 제제는 없다.

## 결과
앞선 선거에서 원내에 진출하였던 총 7개의 정당이 원내에 진출하였으며, 지난 선거에서 득표율을 합산하면 3%가 넘도록 선거연대를 구성한 그리스 재창조와, 득표율이 3%에 근접했던 생태 녹색당, 대중 정교회 연대는 더욱 지지율이 떨어져 의석을 배출하지 못했다.

## 같이 보기
- 2012년 5월 그리스 총선거